# Пиньо, Джана
Джана Пиньо (род. 1982; Сараево, Босния и Герцеговина, СФРЮ) — боснийская актриса.

## Биография
Родилась в Сараево, во время Боснийской войны жила в городе Високо. Окончила Академию театрального искусства в Сараево. Выступала в фильмах, сериалах и спектаклях, таких как «Отелло» Шекспира и «Вишневый сад» Чехова. В настоящее время является преподавателем отделения драмы Академии театрального искусства.

## Фильмография
Сериалы
- (2014—2015) Безумный, запутаный, нормальный (Барбара)
- (2008) Печать (Азра)
- (2005) Наша маленькая клиника (Суада)

Фильмы
- (2012) Варенье из айвы (Джана)
- (2011) В краю крови и меда (Надя)
- (2002) 11 сентября (Селма)